# Safelight
Safelight is een Amerikaanse dramafilm uit 2015, geschreven en geregisseerd door Tony Aloupis.

## Verhaal
Een jonge man met hersenverlamming is geïnteresseerd in fotografie en droomt ervan deel te nemen aan een fotowedstrijd. Hij wil voor de wedstrijd de vuurtorens van Californië fotograferen, maar hij heeft niet de mogelijkheid om langs de kust te reizen.

## Rolverdeling
| Acteur          | Personage     |
| --------------- | ------------- |
| Evan Peters     | Charles       |
| Juno Temple     | Vicki         |
| Kevin Alejandro | Skid          |
| Meaghan Martin  | Sharon        |
| Jason Beghe     | Eric          |
| Ariel Winter    | Kate          |
| Matthew Ziff    | Kyle          |
| Don Stark       | Jack Campbell |
| Ever Carradine  | Lois          |
| Christine Lahti | Peg           |
| Joel Gretsch    | Mr. Sullivan  |
| Roma Maffia     | Rose          |
| Gigi Rice       | Lillian       |
| Will Peltz      | Jason         |

## Release
De film ging in première op 17 april 2015 op het Filmfestival van Nashville. Safelight werd op 17 juli 2015 uitgebracht in de Verenigde Staten.

## Ontvangst
Op Rotten Tomatoes heeft Safelight een waarde van 0% en een gemiddelde score van 3,30/10, gebaseerd op 17 recensies. Op Metacritic heeft de film een gemiddelde score van 26/100, gebaseerd op 7 recensies.

## Prijzen en nominaties
| Jaar | Prijs                                  | Categorie                                                           | Genomineerde(n) | Uitslag     |
| ---- | -------------------------------------- | ------------------------------------------------------------------- | --------------- | ----------- |
| 2015 | Filmfestival van Nashville             | Grote juryprijs - Bridgestone-competitie voor verhalende speelfilms | Tony Aloupis    | Genomineerd |
| 2015 | Lighthouse International Film Festival | Juryprijs - Beste verhalende speelfilm                              | Tony Aloupis    | Gewonnen    |